# Велика втеча
«Велика втеча» (англ. The Great Escape) — американський фільм 1963 року про втечу союзницьких військовополонених з німецького табору під час Другої світової війни. На 1 березня 2024 року фільм займав 156-ту позицію у списку 250 кращих фільмів за версією IMDb.

## Сюжет
Витративши даремно величезні ресурси на піймання американських, британських і канадських військовополонених, що втекли, німці переводять їх у новий табір з вищим ступенем безпеки, який був побудований спеціально для них. Начальник табору, полковник Люфтваффе фон Люгер, говорить старшому британському офіцеру, полковнику авіації ВПС Великої Британії Ремсі: «З цього табору неможливо втекти». На що Ремсі відповідає: «Спробувати втекти — це наш обов'язок».
Агенти Гестапо і СС доставляють майора авіації ВПС Великої Британії Роджера Бартлетта в табір і приводять до фон Люгера. Відомий як «Великий Ікс», Бартлетт — головний організатор втеч, тому агент Гестапо Кун пропонує, щоб його утримували під постійною охороною, на що фон Люгер, найзарозуміліший з нацистів, не звертає уваги. Кун їде, а перед від'їздом попереджає Бартлетта, що якщо він ще раз спробує втекти, то його застрелять. Бартлетта розташовують разом з усіма іншими військовополоненими.
Бартлетт негайно організовує риття тунелів, для чого залучає 250 осіб. Військовополонені роблять постійні втечі для того, щоб заплутати та виснажити ворога, щоб якомога більше військ і ресурсів було використано даремно для виявлення полонених, а не на лінії фронту.
Ув'язнені риють тунелі, виготовляють цивільний одяг, підробляють документи, добувають контрабандні матеріали й роблять все для того, щоб охоронці не виявили їх діяльність. Капітан авіації Хендлі, американець у ВПС Великої Британії, є «постачальником» — видобуває все, чого потребують організатори втечі: від фотоапарата до одягу і посвідчень особи. Старший лейтенант авіації ВПС Австралії Луї Седвік — «виготовлювач» — майструє інструменти: пристосування для риття і бурдюки для закачування повітря в тунелі. Капітани авіації ВПС Великої Британії Денні Велінскі та Вільям 'Віллі' Діккес є «тунельними королями», що відповідають за риття тунелів. Ерік Ешлі-Пітт, з Королівського флоту, придумує спосіб приховувати сумки в штанах ув'язнених і розподіляти бруд з тунелів по табору під носом в охоронців. Ниммо і Хайнес — «диверсанти» — влаштовують відвертальні маневри. Капітан авіації ВПС Великої Британії Сенді 'Мак' Макдональд займається збором розвідувальних даних. Денис Кевендіш відповідає за карти та заміри. Соррі відповідальний за безпеку. Підробкою документів займається капітан авіації ВПС Великої Британії Колін Блайт, який стає майже сліпим через складну роботу при свічках. У день втечі Хендлі викликається бути провідником Блайта на шляху до порятунку, адже без нього ніякої втечі взагалі не вийшло б, і він заслужив свободу.
Ув'язнені працюють над трьома тунелями одночасно: «Томом», «Діком» і «Гаррі». Робота над «Гаррі» і «Діком» призупиняється для того, щоб більше роботи було зроблено на «Томе». Шум роботи заглушується хоровим співом ув'язнених на чолі з капітаном авіації ВПС Великої Британії Кевендіш.
Капітан ВПС США Вірджіл Хільц, «Король карцеру», дратує охоронців частими спробами втеч і нешанобливою поведінкою, через що часто потрапляє в карцер. Його перша спроба втечі разом зі старшим лейтенантом авіації ВПС Великої Британії Арчібальдом 'Арчі' Айвс закінчується невдало — їх ловлять і поміщають в карцер.
Поки американські військовополонені святкують День незалежності США, а британці приєднуються до них, охоронці виявляють тунель «Том». Айвс піддається розпачу. Він прямує до паркану з колючим дротом, який оточує табір, і намагається втекти. Хільц намагається зупинити його, але не встигає. Айвса обстрілюють з кулемета, і він гине, дещо не діставшись до вершини паркану. Ув'язнені перемикають свої зусилля на «Гаррі».
Хільц здійснює втечу й дізнається про ситуацію поза табору, а потім дозволяє себе впіймати. Інформація, яку він видобуває, використовується, щоб створити карти, на яких вказані найближче місто і залізнична станція. Останню частину тунелю закінчили в ніч втечі, але тунель вийшов на 6 метрів коротше, ніж було потрібно; втекти змогли 76 осіб.
При спробах дістатися до нейтральних Швейцарії, Швеції та Іспанії, майже всіх військовополонених, що втекли, ловлять або вбивають. Хендлі й Блайт викрадають літак, щоб пролетіти над швейцарським кордоном, але двигун ламається, і літак розбивається при посадці. На місце аварії перебувають солдати. Блайт не бачить солдатів, бо майже осліп, тому він встає, і його вбивають. Хендлі кричить: «Не стріляйте!», І його захоплюють у полон. Кевендіш, який намагався втекти у вантажівці, захоплюють на контрольно-пропускному пункті. Іншого військовополоненого, Хайнеса, замаскувався під німецького солдата, також захоплюють.
Бартлетта на переповненій залізничної станції дізнається агент Гестапо Кун. Інший утікач, Ешлі-Пітт, жертвує собою, вбиваючи Куна його ж зброєю, і солдати тоді стріляють в нього і вбивають. Бартлетт і Макдональд тікають, але їх ловлять після того, як, під час посадки на автобус, Макдональд відповідає на англійське побажання удачі агента Гестапо. Хільц викрадає мотоцикл, його переслідують німецькі солдати. Він намагається перескочити через паркан з колючого дроту (першу лінію німецько-швейцарського кордону) і опиняється на нейтральній території. У нього стріляють, і він заплутується в колючому дроті на другій лінії (буквально на самому кордоні — або близько декількох метрів від Швейцарії), що дозволяє німцям зловити його.
Три вантажівки з захопленими військовополоненими йдуть по путівці й розходяться в трьох напрямках. Вантажівка з Бартлеттом, Макдональдом, Кевендіш, Хайнеса та іншими зупиняється в поле, військовополоненим дозволяють вийти під приводом відпочинку. Німці розстрілюють 50 осіб. Хендлі й ще дев'ятьох втікачів повертають у табір. Фон Люгер звільнений з посади командувача табором для військовополонених.
Тільки трьом вдається дістатися до безпечного місця. Денні та Віллі крадуть веслову шлюпку і рухаються вниз по річці до Балтійського узбережжя, де вони сідають на шведський торговий корабель. Седвік краде велосипед, а потім таємно їде в товарному вагоні вантажного потягу до Франції, після чого за допомогою сил опору перебирається до Іспанії. Хільц повертають у табір і ведуть в карцер. Лейтенант Гофф, один з американців, отримує бейсбольний м'яч і рукавичку Хільц і кидає це йому, коли Хільц і його охоронці проходять мимо. Охорона замикає його в камері і йде. Через мить до глядачів доноситься звук вдаряється об тюремну стіну бейсбольного м'яча. Фільм закінчується цією сценою і заголовком: «Картина присвячується п'ятдесяти».

## Ролі виконували
- Стів Макквін — капітан Вірджіл Гілтс, «Король карцеру»
- Джеймс Гарнер — лейтенант Роберт Гендлі, «Постачальник»
- Річард Аттенборо — майор авіації Роджер Бартлетт, «Великий ікс»
- Джеймс Дональд — полковник Ремсі, старший британський офіцер (СБО)
- Чарлз Бронсон — лейтенант Денні Велінський, «Король тунелю»
- Дональд Плісенс — лейтенант Колін Блайт, «Підроблювач документів»
- Джеймс Коберн — ст. лейтенант Луї Седжвік, «Виробник»
- Ганнес Мессемер — оберст люфтваффе фон Люгер, «Комендант» (прообраз — Фрідріх-Вільгельм фон Ліндайнер-Вільдау)